# Gammarus dulensis
Gammarus dulensis is een vlokreeftensoort uit de familie van de Gammaridae. De wetenschappelijke naam van de soort is voor het eerst geldig gepubliceerd in 1929 door S. Karaman.
G. dulensis komt voor in beken en bronnen in het zuiden van het voormalige Joegoslavië. Mannelijke dieren kunnen 12 mm groot worden. 